# Chalcopasta acantha
Chalcopasta acantha är en fjärilsart som beskrevs av Druce 1889. Chalcopasta acantha ingår i släktet Chalcopasta och familjen nattflyn. Inga underarter finns listade i Catalogue of Life.